# Bundestagswahl 2021/Wahlergebnisse nach Bundesländern
Bundestagswahl 2021 – Wahlergebnisse nach Bundesländern.

## Wahlergebnisse

### Baden-Württemberg
- Linke: 3
- SPD: 22
- Grüne: 18
- FDP: 16
- CDU: 33
- AfD: 10

| Listen            | Listen               | Erststimmen | Erststimmen | Erststimmen | Zweitstimmen | Zweitstimmen | Zweitstimmen | Mandate Gesamt |
| Listen            | Listen               | Stimmen     | %           | Mandate     | Stimmen      | %            | Mandate      | Mandate Gesamt |
| ----------------- | -------------------- | ----------- | ----------- | ----------- | ------------ | ------------ | ------------ | -------------- |
|                   | CDU                  | 1.767.316   | 29,7        | 33          | 1.477.612    | 24,8         | –            | 33             |
|                   | SPD                  | 1.247.455   | 21,0        | 1           | 1.287.934    | 21,6         | 21           | 22             |
|                   | GRÜNE                | 1.058.334   | 17,8        | 4           | 1.022.226    | 17,2         | 14           | 18             |
|                   | FDP                  | 711.697     | 12,0        | –           | 908.039      | 15,3         | 16           | 16             |
|                   | AfD                  | 561.058     | 9,4         | –           | 571.336      | 9,6          | 10           | 10             |
|                   | Die Linke            | 175.691     | 3,0         | –           | 196.874      | 3,3          | 3            | 3              |
|                   | dieBasis             | 127.340     | 2,1         | –           | 114.919      | 1,9          | –            | –              |
|                   | FREIE WÄHLER         | 143.422     | 2,4         | –           | 103.611      | 1,7          | –            | –              |
|                   | Tierschutzpartei     | 21.822      | 0,4         | –           | 74.702       | 1,3          | –            | –              |
|                   | Die PARTEI           | 73.115      | 1,2         | –           | 53.597       | 0,9          | –            | –              |
|                   | Team Todenhöfer      | –           | –           | –           | 26.780       | 0,5          | –            | –              |
|                   | PIRATEN              | 3.438       | 0,1         | –           | 21.530       | 0,4          | –            | –              |
|                   | Volt                 | 11.146      | 0,2         | –           | 20.620       | 0,3          | –            | –              |
|                   | ÖDP                  | 17.041      | 0,3         | –           | 17.637       | 0,3          | –            | –              |
|                   | Bündnis C            | 452         | 0,0         | –           | 12.625       | 0,2          | –            | –              |
|                   | BÜRGERBEWEGUNG       | 1.556       | 0,0         | –           | 7.491        | 0,1          | –            | –              |
|                   | Gesundheitsforschung | –           | –           | –           | 7.059        | 0,1          | –            | –              |
|                   | Die Humanisten       | 4.702       | 0,1         | –           | 6.775        | 0,1          | –            | –              |
|                   | NPD                  | –           | –           | –           | 6.036        | 0,1          | –            | –              |
|                   | DiB                  | 2.609       | 0,0         | –           | 5.388        | 0,1          | –            | –              |
|                   | MLPD                 | 3.541       | 0,1         | –           | 2.248        | 0,0          | –            | –              |
|                   | BÜNDNIS21            | –           | –           | –           | 1.936        | 0,0          | –            | –              |
|                   | LKR                  | 508         | 0,0         | –           | 1.578        | 0,0          | –            | –              |
|                   | DKP                  | –           | –           | –           | 1.107        | 0,0          | –            | –              |
|                   | KlimalisteBW         | 3.967       | 0,1         | –           | –            | –            | –            | –              |
|                   | V-Partei³            | 550         | 0,0         | –           | –            | –            | –            | –              |
|                   | MENSCHLICHE WELT     | 351         | 0,0         | –           | –            | –            | –            | –              |
|                   | BüSo                 | 62          | 0,0         | –           | –            | –            | –            | –              |
|                   | Übrige               | 5.570       | 0,1         | –           | –            | –            | –            | –              |
| Gesamt            | Gesamt               | 5.942.743   | 100         | 38          | 5.949.660    | 100          | 64           | 102            |
|                   |                      |             |             |             |              |              |              |                |
| Ungültige Stimmen | Ungültige Stimmen    | 54.574      | 0,9         |             | 47.657       | 0,8          |              |                |
| Wähler            | Wähler               | 5.997.317   | 77,8        |             | 5.997.317    | 77,8         |              |                |
| Wahlberechtigte   | Wahlberechtigte      | 7.711.531   |             |             | 7.711.531    |              |              |                |

### Bayern
- Linke: 4
- SPD: 23
- Grüne: 19
- FDP: 14
- CSU: 45
- AfD: 12

| Listen            | Listen               | Erststimmen | Erststimmen | Erststimmen | Zweitstimmen | Zweitstimmen | Zweitstimmen | Mandate Gesamt |
| Listen            | Listen               | Stimmen     | %           | Mandate     | Stimmen      | %            | Mandate      | Mandate Gesamt |
| ----------------- | -------------------- | ----------- | ----------- | ----------- | ------------ | ------------ | ------------ | -------------- |
|                   | CSU                  | 2.788.048   | 36,9        | 45          | 2.402.827    | 31,7         | –            | 45             |
|                   | SPD                  | 1.316.303   | 17,4        | –           | 1.361.242    | 18,0         | 23           | 23             |
|                   | GRÜNE                | 1.023.735   | 13,6        | 1           | 1.067.830    | 14,1         | 18           | 19             |
|                   | FDP                  | 579.804     | 7,7         | –           | 798.591      | 10,5         | 14           | 14             |
|                   | AfD                  | 634.098     | 8,4         | –           | 679.915      | 9,0          | 12           | 12             |
|                   | FREIE WÄHLER         | 587.357     | 7,8         | –           | 566.880      | 7,5          | –            | –              |
|                   | Die Linke            | 187.530     | 2,5         | –           | 210.838      | 2,8          | 4            | 4              |
|                   | dieBasis             | 156.556     | 2,1         | –           | 131.988      | 1,7          | –            | –              |
|                   | Tierschutzpartei     | 20.429      | 0,3         | –           | 80.911       | 1,1          | –            | –              |
|                   | Die PARTEI           | 60.435      | 0,8         | –           | 53.876       | 0,7          | –            | –              |
|                   | ÖDP                  | 96.378      | 1,3         | –           | 51.124       | 0,7          | –            | –              |
|                   | BP                   | 36.748      | 0,5         | –           | 32.790       | 0,4          | –            | –              |
|                   | PIRATEN              | 9.150       | 0,1         | –           | 25.865       | 0,3          | –            | –              |
|                   | Team Todenhöfer      | 3.096       | 0,0         | –           | 24.629       | 0,3          | –            | –              |
|                   | Volt                 | 14.028      | 0,2         | –           | 21.434       | 0,3          | –            | –              |
|                   | UNABHÄNGIGE          | 1.952       | 0,0         | –           | 13.623       | 0,2          | –            | –              |
|                   | Gesundheitsforschung | –           | –           | –           | 8.524        | 0,1          | –            | –              |
|                   | V-Partei³            | 6.678       | 0,1         | –           | 8.331        | 0,1          | –            | –              |
|                   | Die Humanisten       | 1.434       | 0,0         | –           | 6.689        | 0,1          | –            | –              |
|                   | NPD                  | 447         | 0,0         | –           | 5.743        | 0,1          | –            | –              |
|                   | Bündnis C            | 466         | 0,0         | –           | 5.574        | 0,1          | –            | –              |
|                   | du.                  | 793         | 0,0         | –           | 4.200        | 0,1          | –            | –              |
|                   | III. Weg             | –           | –           | –           | 3.544        | 0,0          | –            | –              |
|                   | LKR                  | 1.861       | 0,0         | –           | 1.806        | 0,0          | –            | –              |
|                   | DKP                  | –           | –           | –           | 1.288        | 0,0          | –            | –              |
|                   | MLPD                 | 1.258       | 0,0         | –           | 1.251        | 0,0          | –            | –              |
|                   | BüSo                 | 416         | 0,0         | –           | –            | –            | –            | –              |
|                   | Übrige               | 24.116      | 0,3         | –           | –            | –            | –            | –              |
| Gesamt            | Gesamt               | 7.553.116   | 100         | 46          | 7.571.313    | 100          | 71           | 117            |
|                   |                      |             |             |             |              |              |              |                |
| Ungültige Stimmen | Ungültige Stimmen    | 55.864      | 0,7         |             | 37.667       | 0,5          |              |                |
| Wähler            | Wähler               | 7.608.980   | 79,9        |             | 7.608.980    | 79,9         |              |                |
| Wahlberechtigte   | Wahlberechtigte      | 9.517.664   |             |             | 9.517.664    |              |              |                |

### Berlin
- Linke: 4
- SPD: 7
- Grüne: 7
- FDP: 3
- CDU: 5
- AfD: 3

| Listen            | Listen               | Erststimmen | Erststimmen | Erststimmen | Zweitstimmen | Zweitstimmen | Zweitstimmen | Mandate Gesamt |
| Listen            | Listen               | Stimmen     | %           | Mandate     | Stimmen      | %            | Mandate      | Mandate Gesamt |
| ----------------- | -------------------- | ----------- | ----------- | ----------- | ------------ | ------------ | ------------ | -------------- |
|                   | SPD                  | 417.163     | 22,9        | 4           | 428.289      | 23,4         | 3            | 7              |
|                   | GRÜNE                | 380.581     | 20,9        | 3           | 408.533      | 22,4         | 4            | 7              |
|                   | CDU                  | 344.838     | 18,9        | 3           | 289.691      | 15,9         | 2            | 5              |
|                   | Die Linke            | 260.242     | 14,3        | 2           | 209.052      | 11,4         | 2            | 4              |
|                   | FDP                  | 129.678     | 7,1         | –           | 165.937      | 9,1          | 3            | 3              |
|                   | AfD                  | 147.134     | 8,1         | –           | 153.694      | 8,4          | 3            | 3              |
|                   | Tierschutzpartei     | 49.467      | 2,7         | –           | 45.282       | 2,5          | –            | –              |
|                   | Die PARTEI           | 38.554      | 2,1         | –           | 28.338       | 1,6          | –            | –              |
|                   | Team Todenhöfer      | 2.604       | 0,1         | –           | 20.168       | 1,1          | –            | –              |
|                   | Die Grauen           | 2.368       | 0,1         | –           | 19.443       | 1,1          | –            | –              |
|                   | FREIE WÄHLER         | 14.163      | 0,8         | –           | 17.070       | 0,9          | –            | –              |
|                   | Volt                 | 2.789       | 0,2         | –           | 11.645       | 0,6          | –            | –              |
|                   | PIRATEN              | 4.822       | 0,3         | –           | 6.916        | 0,4          | –            | –              |
|                   | Gesundheitsforschung | 1.476       | 0,1         | –           | 5.150        | 0,3          | –            | –              |
|                   | Die Humanisten       | 1.155       | 0,1         | –           | 3.422        | 0,2          | –            | –              |
|                   | ÖDP                  | 3.215       | 0,2         | –           | 2.798        | 0,2          | –            | –              |
|                   | du.                  | 392         | 0,0         | –           | 2.585        | 0,1          | –            | –              |
|                   | DKP                  | –           | –           | –           | 2.155        | 0,1          | –            | –              |
|                   | NPD                  | –           | –           | –           | 1.980        | 0,1          | –            | –              |
|                   | V-Partei³            | –           | –           | –           | 1.299        | 0,1          | –            | –              |
|                   | LKR                  | 1.488       | 0,1         | –           | 1.232        | 0,1          | –            | –              |
|                   | MLPD                 | 1.121       | 0,1         | –           | 729          | 0,0          | –            | –              |
|                   | BüSo                 | –           | –           | –           | 727          | 0,0          | –            | –              |
|                   | SGP                  | –           | –           | –           | 446          | 0,0          | –            | –              |
|                   | dieBasis             | 19.601      | 1,1         | –           | –            | –            | –            | –              |
|                   | MENSCHLICHE WELT     | 305         | 0,0         | –           | –            | –            | –            | –              |
|                   | Sonstige             | 256         | 0,0         | –           | –            | –            | –            | –              |
|                   | B*                   | 222         | 0,0         | –           | –            | –            | –            | –              |
|                   | BÜNDNIS21            | 205         | 0,0         | –           | –            | –            | –            | –              |
|                   | Übrige               | 1.433       | 0,1         | –           | –            | –            | –            | –              |
| Gesamt            | Gesamt               | 1.825.272   | 100         | 12          | 1.826.581    | 100          | 17           | 29             |
|                   |                      |             |             |             |              |              |              |                |
| Ungültige Stimmen | Ungültige Stimmen    | 31.631      | 1,7         |             | 30.322       | 1,6          |              |                |
| Wähler            | Wähler               | 1.856.903   | 75,2        |             | 1.856.903    | 75,2         |              |                |
| Wahlberechtigte   | Wahlberechtigte      | 2.468.919   |             |             | 2.468.919    |              |              |                |

### Brandenburg
- Linke: 2
- SPD: 10
- Grüne: 2
- FDP: 2
- CDU: 4
- AfD: 5

| Listen            | Listen            | Erststimmen | Erststimmen | Erststimmen | Zweitstimmen | Zweitstimmen | Zweitstimmen | Mandate Gesamt |
| Listen            | Listen            | Stimmen     | %           | Mandate     | Stimmen      | %            | Mandate      | Mandate Gesamt |
| ----------------- | ----------------- | ----------- | ----------- | ----------- | ------------ | ------------ | ------------ | -------------- |
|                   | SPD               | 437.753     | 28,7        | 10          | 450.573      | 29,5         | –            | 10             |
|                   | AfD               | 279.978     | 18,3        | –           | 277.412      | 18,1         | 5            | 5              |
|                   | CDU               | 283.668     | 18,6        | –           | 233.891      | 15,3         | 4            | 4              |
|                   | FDP               | 121.094     | 7,9         | –           | 142.426      | 9,3          | 2            | 2              |
|                   | GRÜNE             | 120.005     | 7,9         | –           | 137.472      | 9,0          | 2            | 2              |
|                   | Die Linke         | 142.628     | 9,3         | –           | 129.762      | 8,5          | 2            | 2              |
|                   | FREIE WÄHLER      | 47.029      | 3,1         | –           | 40.509       | 2,6          | –            | –              |
|                   | Tierschutzpartei  | 6.735       | 0,4         | –           | 39.823       | 2,6          | –            | –              |
|                   | dieBasis          | 26.766      | 1,8         | –           | 23.062       | 1,5          | –            | –              |
|                   | Die PARTEI        | 27.429      | 1,8         | –           | 19.199       | 1,3          | –            | –              |
|                   | UNABHÄNGIGE       | 7.339       | 0,5         | –           | 9.113        | 0,6          | –            | –              |
|                   | PIRATEN           | 5.848       | 0,4         | –           | 6.340        | 0,4          | –            | –              |
|                   | NPD               | –           | –           | –           | 4.868        | 0,3          | –            | –              |
|                   | Volt              | 1.004       | 0,1         | –           | 4.293        | 0,3          | –            | –              |
|                   | Team Todenhöfer   | –           | –           | –           | 3.353        | 0,2          | –            | –              |
|                   | ÖDP               | 4.499       | 0,3         | –           | 2.835        | 0,2          | –            | –              |
|                   | DKP               | 1.785       | 0,1         | –           | 1.978        | 0,1          | –            | –              |
|                   | Die Humanisten    | 458         | 0,0         | –           | 1.892        | 0,1          | –            | –              |
|                   | MLPD              | 304         | 0,0         | –           | 842          | 0,1          | –            | –              |
|                   | FAMILIE           | 1.817       | 0,1         | –           | –            | –            | –            | –              |
|                   | Übrige            | 11.619      | 0,8         | –           | –            | –            | –            | –              |
| Gesamt            | Gesamt            | 1.527.758   | 100         | 10          | 1.529.643    | 100          | 15           | 25             |
|                   |                   |             |             |             |              |              |              |                |
| Ungültige Stimmen | Ungültige Stimmen | 21.706      | 1,4         |             | 19.821       | 1,3          |              |                |
| Wähler            | Wähler            | 1.549.464   | 75,6        |             | 1.549.464    | 75,6         |              |                |
| Wahlberechtigte   | Wahlberechtigte   | 2.048.844   |             |             | 2.048.844    |              |              |                |

### Bremen
- SPD: 2
- Grüne: 1
- FDP: 1
- CDU: 1

| Listen            | Listen            | Erststimmen | Erststimmen | Erststimmen | Zweitstimmen | Zweitstimmen | Zweitstimmen | Mandate Gesamt |
| Listen            | Listen            | Stimmen     | %           | Mandate     | Stimmen      | %            | Mandate      | Mandate Gesamt |
| ----------------- | ----------------- | ----------- | ----------- | ----------- | ------------ | ------------ | ------------ | -------------- |
|                   | SPD               | 108.432     | 33,2        | 2           | 103.224      | 31,5         | –            | 2              |
|                   | GRÜNE             | 60.490      | 18,5        | –           | 68.427       | 20,9         | 1            | 1              |
|                   | CDU               | 67.992      | 20,8        | –           | 56.499       | 17,2         | 1            | 1              |
|                   | FDP               | 22.398      | 6,8         | –           | 30.481       | 9,3          | 1            | 1              |
|                   | Die Linke         | 25.923      | 7,9         | –           | 25.352       | 7,7          | –            | –              |
|                   | AfD               | 21.565      | 6,6         | –           | 22.575       | 6,9          | –            | –              |
|                   | Tierschutzpartei  | 2.440       | 0,7         | –           | 4.517        | 1,4          | –            | –              |
|                   | Die PARTEI        | 5.464       | 1,7         | –           | 3.909        | 1,2          | –            | –              |
|                   | dieBasis          | 4.007       | 1,2         | –           | 3.461        | 1,1          | –            | –              |
|                   | Team Todenhöfer   | –           | –           | –           | 3.014        | 0,9          | –            | –              |
|                   | FREIE WÄHLER      | 3.652       | 1,1         | –           | 2.911        | 0,9          | –            | –              |
|                   | Volt              | 1.182       | 0,4         | –           | 1.322        | 0,4          | –            | –              |
|                   | Die Humanisten    | 1.016       | 0,3         | –           | 589          | 0,2          | –            | –              |
|                   | V-Partei³         | 609         | 0,2         | –           | 515          | 0,2          | –            | –              |
|                   | ÖDP               | 713         | 0,2         | –           | 407          | 0,1          | –            | –              |
|                   | MENSCHLICHE WELT  | –           | –           | –           | 386          | 0,1          | –            | –              |
|                   | NPD               | –           | –           | –           | 291          | 0,1          | –            | –              |
|                   | MLPD              | 266         | 0,1         | –           | 160          | 0,0          | –            | –              |
|                   | PIRATEN           | 908         | 0,3         | –           | –            | –            | –            | –              |
| Gesamt            | Gesamt            | 327.057     | 100         | 2           | 328.040      | 100          | 3            | 5              |
|                   |                   |             |             |             |              |              |              |                |
| Ungültige Stimmen | Ungültige Stimmen | 3.374       | 1,0         |             | 2.391        | 0,7          |              |                |
| Wähler            | Wähler            | 330.431     | 71,9        |             | 330.431      | 71,9         |              |                |
| Wahlberechtigte   | Wahlberechtigte   | 459.749     |             |             | 459.749      |              |              |                |

### Hamburg
- Linke: 1
- SPD: 5
- Grüne: 4
- FDP: 2
- CDU: 3
- AfD: 1

| Listen            | Listen            | Erststimmen | Erststimmen | Erststimmen | Zweitstimmen | Zweitstimmen | Zweitstimmen | Mandate Gesamt |
| Listen            | Listen            | Stimmen     | %           | Mandate     | Stimmen      | %            | Mandate      | Mandate Gesamt |
| ----------------- | ----------------- | ----------- | ----------- | ----------- | ------------ | ------------ | ------------ | -------------- |
|                   | SPD               | 334.831     | 33,4        | 4           | 298.342      | 29,7         | 1            | 5              |
|                   | GRÜNE             | 237.328     | 23,7        | 2           | 250.532      | 24,9         | 2            | 4              |
|                   | CDU               | 179.572     | 17,9        | –           | 155.220      | 15,4         | 3            | 3              |
|                   | FDP               | 84.603      | 8,4         | –           | 114.602      | 11,4         | 2            | 2              |
|                   | Die Linke         | 72.507      | 7,2         | –           | 67.578       | 6,7          | 1            | 1              |
|                   | AfD               | 49.828      | 5,0         | –           | 50.537       | 5,0          | 1            | 1              |
|                   | dieBasis          | 17.259      | 1,7         | –           | 13.961       | 1,4          | –            | –              |
|                   | Tierschutzpartei  | –           | –           | –           | 12.325       | 1,2          | –            | –              |
|                   | Die PARTEI        | 6.585       | 0,7         | –           | 10.147       | 1,0          | –            | –              |
|                   | Team Todenhöfer   | –           | –           | –           | 8.952        | 0,9          | –            | –              |
|                   | FREIE WÄHLER      | 6.743       | 0,7         | –           | 5.601        | 0,6          | –            | –              |
|                   | Volt              | 4.476       | 0,4         | –           | 5.429        | 0,5          | –            | –              |
|                   | PIRATEN           | 3.419       | 0,3         | –           | 4.377        | 0,4          | –            | –              |
|                   | ÖDP               | 3.666       | 0,4         | –           | 2.016        | 0,2          | –            | –              |
|                   | du.               | –           | –           | –           | 1.341        | 0,1          | –            | –              |
|                   | V-Partei³         | –           | –           | –           | 1.219        | 0,1          | –            | –              |
|                   | Die Humanisten    | –           | –           | –           | 1.203        | 0,1          | –            | –              |
|                   | NPD               | 643         | 0,1         | –           | 648          | 0,1          | –            | –              |
|                   | DKP               | –           | –           | –           | 532          | 0,1          | –            | –              |
|                   | BÜNDNIS21         | –           | –           | –           | 386          | 0,0          | –            | –              |
|                   | MLPD              | 962         | 0,1         | –           | 348          | 0,0          | –            | –              |
|                   | LKR               | 179         | 0,0         | –           | 248          | 0,0          | –            | –              |
|                   | Übrige            | 723         | 0,1         | –           | –            | –            | –            | –              |
| Gesamt            | Gesamt            | 1.003.324   | 100         | 6           | 1.005.544    | 100          | 10           | 16             |
|                   |                   |             |             |             |              |              |              |                |
| Ungültige Stimmen | Ungültige Stimmen | 7.720       | 0,8         |             | 5.500        | 0,5          |              |                |
| Wähler            | Wähler            | 1.011.044   | 77,8        |             | 1.011.044    | 77,8         |              |                |
| Wahlberechtigte   | Wahlberechtigte   | 1.298.792   |             |             | 1.298.792    |              |              |                |

### Hessen
- Linke: 2
- SPD: 15
- Grüne: 9
- FDP: 7
- CDU: 12
- AfD: 5

| Listen            | Listen               | Erststimmen | Erststimmen | Erststimmen | Zweitstimmen | Zweitstimmen | Zweitstimmen | Mandate Gesamt |
| Listen            | Listen               | Stimmen     | %           | Mandate     | Stimmen      | %            | Mandate      | Mandate Gesamt |
| ----------------- | -------------------- | ----------- | ----------- | ----------- | ------------ | ------------ | ------------ | -------------- |
|                   | SPD                  | 1.000.129   | 30,3        | 14          | 910.035      | 27,6         | 1            | 15             |
|                   | CDU                  | 909.147     | 27,6        | 7           | 753.512      | 22,8         | 5            | 12             |
|                   | GRÜNE                | 480.535     | 14,6        | 1           | 521.411      | 15,8         | 8            | 9              |
|                   | FDP                  | 315.712     | 9,6         | –           | 421.621      | 12,8         | 7            | 7              |
|                   | AfD                  | 285.337     | 8,7         | –           | 290.978      | 8,8          | 5            | 5              |
|                   | Die Linke            | 130.457     | 4,0         | –           | 142.585      | 4,3          | 2            | 2              |
|                   | FREIE WÄHLER         | 81.432      | 2,5         | –           | 56.155       | 1,7          | –            | –              |
|                   | Tierschutzpartei     | –           | –           | –           | 49.047       | 1,5          | –            | –              |
|                   | dieBasis             | 47.736      | 1,4         | –           | 43.106       | 1,3          | –            | –              |
|                   | Die PARTEI           | 22.769      | 0,7         | –           | 29.569       | 0,9          | –            | –              |
|                   | Team Todenhöfer      | –           | –           | –           | 21.897       | 0,7          | –            | –              |
|                   | Volt                 | 7.725       | 0,2         | –           | 19.268       | 0,6          | –            | –              |
|                   | PIRATEN              | 4.917       | 0,1         | –           | 13.152       | 0,4          | –            | –              |
|                   | Gesundheitsforschung | –           | –           | –           | 4.891        | 0,1          | –            | –              |
|                   | NPD                  | –           | –           | –           | 4.511        | 0,1          | –            | –              |
|                   | Bündnis C            | 1.353       | 0,0         | –           | 4.412        | 0,1          | –            | –              |
|                   | ÖDP                  | –           | –           | –           | 3.683        | 0,1          | –            | –              |
|                   | Die Humanisten       | 472         | 0,0         | –           | 3.551        | 0,1          | –            | –              |
|                   | V-Partei³            | –           | –           | –           | 3.128        | 0,1          | –            | –              |
|                   | DKP                  | 233         | 0,0         | –           | 1.294        | 0,0          | –            | –              |
|                   | BÜNDNIS21            | 172         | 0,0         | –           | 1.166        | 0,0          | –            | –              |
|                   | LKR                  | 103         | 0,0         | –           | 932          | 0,0          | –            | –              |
|                   | MLPD                 | 969         | 0,0         | –           | 906          | 0,0          | –            | –              |
|                   | UNABHÄNGIGE          | 951         | 0,0         | –           | –            | –            | –            | –              |
|                   | BüSo                 | 123         | 0,0         | –           | –            | –            | –            | –              |
|                   | Übrige               | 5.661       | 0,2         | –           | –            | –            | –            | –              |
| Gesamt            | Gesamt               | 3.295.933   | 100         | 22          | 3.300.810    | 100          | 28           | 50             |
|                   |                      |             |             |             |              |              |              |                |
| Ungültige Stimmen | Ungültige Stimmen    | 44.706      | 1,3         |             | 39.829       | 1,2          |              |                |
| Wähler            | Wähler               | 3.340.639   | 76,2        |             | 3.340.639    | 76,2         |              |                |
| Wahlberechtigte   | Wahlberechtigte      | 4.383.047   |             |             | 4.383.047    |              |              |                |

### Mecklenburg-Vorpommern
- Linke: 2
- SPD: 6
- Grüne: 1
- FDP: 1
- CDU: 3
- AfD: 3

| Listen            | Listen            | Erststimmen | Erststimmen | Erststimmen | Zweitstimmen | Zweitstimmen | Zweitstimmen | Mandate Gesamt |
| Listen            | Listen            | Stimmen     | %           | Mandate     | Stimmen      | %            | Mandate      | Mandate Gesamt |
| ----------------- | ----------------- | ----------- | ----------- | ----------- | ------------ | ------------ | ------------ | -------------- |
|                   | SPD               | 261.408     | 28,5        | 6           | 267.368      | 29,1         | –            | 6              |
|                   | AfD               | 169.977     | 18,5        | –           | 165.342      | 18,0         | 3            | 3              |
|                   | CDU               | 180.669     | 19,7        | –           | 160.103      | 17,4         | 3            | 3              |
|                   | Die Linke         | 116.033     | 12,6        | –           | 101.735      | 11,1         | 2            | 2              |
|                   | FDP               | 66.328      | 7,2         | –           | 75.555       | 8,2          | 1            | 1              |
|                   | GRÜNE             | 62.664      | 6,8         | –           | 71.956       | 7,8          | 1            | 1              |
|                   | Tierschutzpartei  | 14.324      | 1,6         | –           | 20.582       | 2,2          | –            | –              |
|                   | dieBasis          | 16.019      | 1,7         | –           | 16.336       | 1,8          | –            | –              |
|                   | FREIE WÄHLER      | 17.781      | 1,9         | –           | 13.344       | 1,5          | –            | –              |
|                   | Die PARTEI        | 3.692       | 0,4         | –           | 7.900        | 0,9          | –            | –              |
|                   | NPD               | –           | –           | –           | 6.400        | 0,7          | –            | –              |
|                   | PIRATEN           | 3.812       | 0,4         | –           | 4.259        | 0,5          | –            | –              |
|                   | Team Todenhöfer   | –           | –           | –           | 2.146        | 0,2          | –            | –              |
|                   | Volt              | –           | –           | –           | 1.904        | 0,2          | –            | –              |
|                   | Die Humanisten    | –           | –           | –           | 1.277        | 0,1          | –            | –              |
|                   | ÖDP               | –           | –           | –           | 1.189        | 0,1          | –            | –              |
|                   | DKP               | –           | –           | –           | 754          | 0,1          | –            | –              |
|                   | MLPD              | 1.270       | 0,1         | –           | 709          | 0,1          | –            | –              |
|                   | UNABHÄNGIGE       | 1.019       | 0,1         | –           | –            | –            | –            | –              |
|                   | Übrige            | 3.090       | 0,3         | –           | –            | –            | –            | –              |
| Gesamt            | Gesamt            | 918.086     | 100         | 6           | 918.859      | 100          | 10           | 16             |
|                   |                   |             |             |             |              |              |              |                |
| Ungültige Stimmen | Ungültige Stimmen | 16.954      | 1,8         |             | 16.181       | 1,7          |              |                |
| Wähler            | Wähler            | 935.040     | 71,1        |             | 935.040      | 71,1         |              |                |
| Wahlberechtigte   | Wahlberechtigte   | 1.314.435   |             |             | 1.314.435    |              |              |                |

### Niedersachsen
- Linke: 3
- SPD: 25
- Grüne: 13
- FDP: 8
- CDU: 18
- AfD: 6

| Listen            | Listen            | Erststimmen | Erststimmen | Erststimmen | Zweitstimmen | Zweitstimmen | Zweitstimmen | Mandate Gesamt |
| Listen            | Listen            | Stimmen     | %           | Mandate     | Stimmen      | %            | Mandate      | Mandate Gesamt |
| ----------------- | ----------------- | ----------- | ----------- | ----------- | ------------ | ------------ | ------------ | -------------- |
|                   | SPD               | 1.603.785   | 35,5        | 22          | 1.498.500    | 33,1         | 3            | 25             |
|                   | CDU               | 1.323.070   | 29,3        | 8           | 1.093.579    | 24,2         | 10           | 18             |
|                   | GRÜNE             | 646.848     | 14,3        | –           | 726.613      | 16,1         | 13           | 13             |
|                   | FDP               | 347.802     | 7,7         | –           | 474.638      | 10,5         | 8            | 8              |
|                   | AfD               | 292.032     | 6,5         | –           | 336.434      | 7,4          | 6            | 6              |
|                   | Die Linke         | 142.785     | 3,2         | –           | 148.657      | 3,3          | 3            | 3              |
|                   | Tierschutzpartei  | 25.460      | 0,6         | –           | 57.931       | 1,3          | –            | –              |
|                   | dieBasis          | 52.585      | 1,2         | –           | 46.369       | 1,0          | –            | –              |
|                   | Die PARTEI        | 16.581      | 0,4         | –           | 40.158       | 0,9          | –            | –              |
|                   | FREIE WÄHLER      | 47.466      | 1,1         | –           | 37.214       | 0,8          | –            | –              |
|                   | PIRATEN           | 9.837       | 0,2         | –           | 16.955       | 0,4          | –            | –              |
|                   | Team Todenhöfer   | –           | –           | –           | 13.565       | 0,3          | –            | –              |
|                   | Volt              | –           | –           | –           | 11.897       | 0,3          | –            | –              |
|                   | NPD               | –           | –           | –           | 4.379        | 0,1          | –            | –              |
|                   | Die Humanisten    | 287         | 0,0         | –           | 3.806        | 0,1          | –            | –              |
|                   | ÖDP               | 1.711       | 0,0         | –           | 3.484        | 0,1          | –            | –              |
|                   | V-Partei³         | 630         | 0,0         | –           | 3.283        | 0,1          | –            | –              |
|                   | du.               | –           | –           | –           | 2.625        | 0,1          | –            | –              |
|                   | LKR               | 1.807       | 0,0         | –           | 1.306        | 0,0          | –            | –              |
|                   | DKP               | 523         | 0,0         | –           | 1.020        | 0,0          | –            | –              |
|                   | MLPD              | 750         | 0,0         | –           | 808          | 0,0          | –            | –              |
|                   | Übrige            | 4.613       | 0,1         | –           | –            | –            | –            | –              |
| Gesamt            | Gesamt            | 4.518.572   | 100         | 30          | 4.523.221    | 100          | 43           | 73             |
|                   |                   |             |             |             |              |              |              |                |
| Ungültige Stimmen | Ungültige Stimmen | 44.570      | 1,0         |             | 39.921       | 0,9          |              |                |
| Wähler            | Wähler            | 4.563.142   | 74,7        |             | 4.563.142    | 74,7         |              |                |
| Wahlberechtigte   | Wahlberechtigte   | 6.105.381   |             |             | 6.105.381    |              |              |                |

### Nordrhein-Westfalen
- Linke: 6
- SPD: 49
- Grüne: 27
- FDP: 19
- CDU: 42
- AfD: 12

| Listen            | Listen               | Erststimmen | Erststimmen | Erststimmen | Zweitstimmen | Zweitstimmen | Zweitstimmen | Mandate Gesamt |
| Listen            | Listen               | Stimmen     | %           | Mandate     | Stimmen      | %            | Mandate      | Mandate Gesamt |
| ----------------- | -------------------- | ----------- | ----------- | ----------- | ------------ | ------------ | ------------ | -------------- |
|                   | SPD                  | 3.068.628   | 31,1        | 30          | 2.880.226    | 29,1         | 19           | 49             |
|                   | CDU                  | 2.973.458   | 30,1        | 30          | 2.566.719    | 26,0         | 12           | 42             |
|                   | GRÜNE                | 1.500.696   | 15,2        | 4           | 1.587.067    | 16,1         | 23           | 27             |
|                   | FDP                  | 851.337     | 8,6         | –           | 1.130.154    | 11,4         | 19           | 19             |
|                   | AfD                  | 705.020     | 7,1         | –           | 717.510      | 7,3          | 12           | 12             |
|                   | Die Linke            | 317.869     | 3,2         | –           | 366.947      | 3,7          | 6            | 6              |
|                   | Tierschutzpartei     | 11.068      | 0,1         | –           | 136.195      | 1,4          | –            | –              |
|                   | Die PARTEI           | 170.191     | 1,7         | –           | 108.504      | 1,1          | –            | –              |
|                   | dieBasis             | 111.606     | 1,1         | –           | 99.217       | 1,0          | –            | –              |
|                   | Team Todenhöfer      | –           | –           | –           | 65.137       | 0,7          | –            | –              |
|                   | FREIE WÄHLER         | 97.782      | 1,0         | –           | 64.990       | 0,7          | –            | –              |
|                   | PIRATEN              | 6.629       | 0,1         | –           | 36.789       | 0,4          | –            | –              |
|                   | Volt                 | 24.138      | 0,2         | –           | 36.039       | 0,4          | –            | –              |
|                   | LIEBE                | 873         | 0,0         | –           | 12.967       | 0,1          | –            | –              |
|                   | Gesundheitsforschung | –           | –           | –           | 11.673       | 0,1          | –            | –              |
|                   | Bündnis C            | 1.405       | 0,0         | –           | 10.128       | 0,1          | –            | –              |
|                   | LfK                  | –           | –           | –           | 9.189        | 0,1          | –            | –              |
|                   | NPD                  | –           | –           | –           | 8.956        | 0,1          | –            | –              |
|                   | ÖDP                  | 1.394       | 0,0         | –           | 8.052        | 0,1          | –            | –              |
|                   | Die Humanisten       | 488         | 0,0         | –           | 7.685        | 0,1          | –            | –              |
|                   | V-Partei³            | 454         | 0,0         | –           | 6.628        | 0,1          | –            | –              |
|                   | du.                  | –           | –           | –           | 4.729        | 0,0          | –            | –              |
|                   | MLPD                 | 5.894       | 0,1         | –           | 3.476        | 0,0          | –            | –              |
|                   | PdF                  | –           | –           | –           | 3.228        | 0,0          | –            | –              |
|                   | DKP                  | 2.285       | 0,0         | –           | 2.556        | 0,0          | –            | –              |
|                   | LKR                  | 1.064       | 0,0         | –           | 2.298        | 0,0          | –            | –              |
|                   | SGP                  | –           | –           | –           | 971          | 0,0          | –            | –              |
|                   | Volksabstimmung      | 1.086       | 0,0         | –           | –            | –            | –            | –              |
|                   | UNABHÄNGIGE          | 1.020       | 0,0         | –           | –            | –            | –            | –              |
|                   | Übrige               | 14.134      | 0,1         | –           | –            | –            | –            | –              |
| Gesamt            | Gesamt               | 9.868.519   | 100         | 64          | 9.888.030    | 100          | 91           | 155            |
|                   |                      |             |             |             |              |              |              |                |
| Ungültige Stimmen | Ungültige Stimmen    | 92.465      | 0,9         |             | 72.954       | 0,7          |              |                |
| Wähler            | Wähler               | 9.960.984   | 76,4        |             | 9.960.984    | 76,4         |              |                |
| Wahlberechtigte   | Wahlberechtigte      | 13.040.267  |             |             | 13.040.267   |              |              |                |

### Rheinland-Pfalz
- Linke: 1
- SPD: 12
- Grüne: 5
- FDP: 5
- CDU: 9
- AfD: 4

| Listen            | Listen            | Erststimmen | Erststimmen | Erststimmen | Zweitstimmen | Zweitstimmen | Zweitstimmen | Mandate Gesamt |
| Listen            | Listen            | Stimmen     | %           | Mandate     | Stimmen      | %            | Mandate      | Mandate Gesamt |
| ----------------- | ----------------- | ----------- | ----------- | ----------- | ------------ | ------------ | ------------ | -------------- |
|                   | SPD               | 697.183     | 30,0        | 8           | 685.534      | 29,4         | 4            | 12             |
|                   | CDU               | 686.825     | 29,5        | 7           | 576.533      | 24,7         | 2            | 9              |
|                   | GRÜNE             | 247.246     | 10,6        | –           | 293.135      | 12,6         | 5            | 5              |
|                   | FDP               | 193.360     | 8,3         | –           | 272.451      | 11,7         | 5            | 5              |
|                   | AfD               | 205.790     | 8,8         | –           | 215.205      | 9,2          | 4            | 4              |
|                   | FREIE WÄHLER      | 116.525     | 5,0         | –           | 84.396       | 3,6          | –            | –              |
|                   | Die Linke         | 84.143      | 3,6         | –           | 76.123       | 3,3          | 1            | 1              |
|                   | Tierschutzpartei  | 9.487       | 0,4         | –           | 35.759       | 1,5          | –            | –              |
|                   | dieBasis          | 31.791      | 1,4         | –           | 28.719       | 1,2          | –            | –              |
|                   | Die PARTEI        | 21.564      | 0,9         | –           | 20.844       | 0,9          | –            | –              |
|                   | Volt              | 10.420      | 0,4         | –           | 11.110       | 0,5          | –            | –              |
|                   | PIRATEN           | 1.118       | 0,0         | –           | 9.530        | 0,4          | –            | –              |
|                   | Team Todenhöfer   | –           | –           | –           | 8.578        | 0,4          | –            | –              |
|                   | ÖDP               | 8.062       | 0,3         | –           | 5.661        | 0,2          | –            | –              |
|                   | NPD               | –           | –           | –           | 2.779        | 0,1          | –            | –              |
|                   | Die Humanisten    | 486         | 0,0         | –           | 2.284        | 0,1          | –            | –              |
|                   | V-Partei³         | –           | –           | –           | 2.202        | 0,1          | –            | –              |
|                   | DiB               | –           | –           | –           | 1.796        | 0,1          | –            | –              |
|                   | LKR               | 573         | 0,0         | –           | 1.044        | 0,0          | –            | –              |
|                   | MLPD              | 157         | 0,0         | –           | 469          | 0,0          | –            | –              |
|                   | UNABHÄNGIGE       | 1.140       | 0,0         | –           | –            | –            | –            | –              |
|                   | DKP               | 294         | 0,0         | –           | –            | –            | –            | –              |
|                   | Übrige            | 9.505       | 0,4         | –           | –            | –            | –            | –              |
| Gesamt            | Gesamt            | 2.325.669   | 100         | 15          | 2.334.152    | 100          | 21           | 36             |
|                   |                   |             |             |             |              |              |              |                |
| Ungültige Stimmen | Ungültige Stimmen | 31.352      | 1,3         |             | 22.869       | 1,0          |              |                |
| Wähler            | Wähler            | 2.357.021   | 77,2        |             | 2.357.021    | 77,2         |              |                |
| Wahlberechtigte   | Wahlberechtigte   | 3.053.335   |             |             | 3.053.335    |              |              |                |

### Saarland
- Linke: 1
- SPD: 4
- FDP: 1
- CDU: 2
- AfD: 1

| Listen            | Listen            | Erststimmen | Erststimmen | Erststimmen | Zweitstimmen | Zweitstimmen | Zweitstimmen | Mandate Gesamt |
| Listen            | Listen            | Stimmen     | %           | Mandate     | Stimmen      | %            | Mandate      | Mandate Gesamt |
| ----------------- | ----------------- | ----------- | ----------- | ----------- | ------------ | ------------ | ------------ | -------------- |
|                   | SPD               | 208.329     | 36,4        | 4           | 213.777      | 37,3         | –            | 4              |
|                   | CDU               | 159.323     | 27,8        | –           | 135.134      | 23,6         | 2            | 2              |
|                   | FDP               | 46.793      | 8,2         | –           | 65.945       | 11,5         | 1            | 1              |
|                   | AfD               | 56.236      | 9,8         | –           | 57.629       | 10,0         | 1            | 1              |
|                   | Die Linke         | 30.211      | 5,3         | –           | 41.130       | 7,2          | 1            | 1              |
|                   | Tierschutzpartei  | –           | –           | –           | 16.231       | 2,8          | –            | –              |
|                   | FREIE WÄHLER      | 14.936      | 2,6         | –           | 11.746       | 2,0          | –            | –              |
|                   | Die PARTEI        | 13.840      | 2,4         | –           | 9.978        | 1,7          | –            | –              |
|                   | dieBasis          | 8.982       | 1,6         | –           | 8.116        | 1,4          | –            | –              |
|                   | Volt              | –           | –           | –           | 4.019        | 0,7          | –            | –              |
|                   | PIRATEN           | –           | –           | –           | 3.419        | 0,6          | –            | –              |
|                   | ÖDP               | 2.872       | 0,5         | –           | 2.531        | 0,4          | –            | –              |
|                   | Team Todenhöfer   | –           | –           | –           | 2.281        | 0,4          | –            | –              |
|                   | NPD               | –           | –           | –           | 1.375        | 0,2          | –            | –              |
|                   | MLPD              | 201         | 0,0         | –           | 357          | 0,1          | –            | –              |
|                   | GRÜNE             | 31.091      | 5,4         | –           | –            | –            | –            | –              |
|                   | Übrige            | 299         | 0,1         | –           | –            | –            | –            | –              |
| Gesamt            | Gesamt            | 573.113     | 100         | 4           | 573.668      | 100          | 5            | 9              |
|                   |                   |             |             |             |              |              |              |                |
| Ungültige Stimmen | Ungültige Stimmen | 10.850      | 1,9         |             | 10.295       | 1,8          |              |                |
| Wähler            | Wähler            | 583.963     | 77,3        |             | 583.963      | 77,3         |              |                |
| Wahlberechtigte   | Wahlberechtigte   | 755.223     |             |             | 755.223      |              |              |                |

### Sachsen
- Linke: 4
- SPD: 8
- Grüne: 4
- FDP: 5
- CDU: 7
- AfD: 10

| Listen            | Listen               | Erststimmen | Erststimmen | Erststimmen | Zweitstimmen | Zweitstimmen | Zweitstimmen | Mandate Gesamt |
| Listen            | Listen               | Stimmen     | %           | Mandate     | Stimmen      | %            | Mandate      | Mandate Gesamt |
| ----------------- | -------------------- | ----------- | ----------- | ----------- | ------------ | ------------ | ------------ | -------------- |
|                   | AfD                  | 632.881     | 25,7        | 10          | 607.044      | 24,6         | –            | 10             |
|                   | SPD                  | 410.769     | 16,7        | 1           | 474.804      | 19,3         | 7            | 8              |
|                   | CDU                  | 546.282     | 22,2        | 4           | 422.879      | 17,2         | 3            | 7              |
|                   | FDP                  | 220.062     | 8,9         | –           | 271.166      | 11,0         | 5            | 5              |
|                   | Die Linke            | 282.800     | 11,5        | 1           | 230.012      | 9,3          | 3            | 4              |
|                   | GRÜNE                | 171.384     | 7,0         | –           | 212.320      | 8,6          | 4            | 4              |
|                   | FREIE WÄHLER         | 66.591      | 2,7         | –           | 56.654       | 2,3          | –            | –              |
|                   | Tierschutzpartei     | –           | –           | –           | 47.939       | 1,9          | –            | –              |
|                   | dieBasis             | 45.593      | 1,9         | –           | 38.090       | 1,5          | –            | –              |
|                   | Die PARTEI           | 37.538      | 1,5         | –           | 31.905       | 1,3          | –            | –              |
|                   | Gesundheitsforschung | 1.366       | 0,1         | –           | 12.052       | 0,5          | –            | –              |
|                   | PIRATEN              | 5.628       | 0,2         | –           | 10.433       | 0,4          | –            | –              |
|                   | NPD                  | –           | –           | –           | 7.469        | 0,3          | –            | –              |
|                   | Bündnis C            | 2.546       | 0,1         | –           | 7.129        | 0,3          | –            | –              |
|                   | Volt                 | –           | –           | –           | 6.674        | 0,3          | –            | –              |
|                   | Team Todenhöfer      | –           | –           | –           | 6.229        | 0,3          | –            | –              |
|                   | ÖDP                  | 10.224      | 0,4         | –           | 6.056        | 0,2          | –            | –              |
|                   | III. Weg             | 515         | 0,0         | –           | 4.288        | 0,2          | –            | –              |
|                   | Die Humanisten       | 2.232       | 0,1         | –           | 4.003        | 0,2          | –            | –              |
|                   | V-Partei³            | 1.142       | 0,0         | –           | 2.464        | 0,1          | –            | –              |
|                   | DKP                  | –           | –           | –           | 1.725        | 0,1          | –            | –              |
|                   | MLPD                 | 1.081       | 0,0         | –           | 1.562        | 0,1          | –            | –              |
|                   | LKR                  | 1.795       | 0,1         | –           | –            | –            | –            | –              |
|                   | BüSo                 | 210         | 0,0         | –           | –            | –            | –            | –              |
|                   | Übrige               | 18.940      | 0,8         | –           | –            | –            | –            | –              |
| Gesamt            | Gesamt               | 2.459.579   | 100         | 16          | 2.462.897    | 100          | 22           | 38             |
|                   |                      |             |             |             |              |              |              |                |
| Ungültige Stimmen | Ungültige Stimmen    | 29.375      | 1,2         |             | 26.057       | 1,0          |              |                |
| Wähler            | Wähler               | 2.488.954   | 76,5        |             | 2.488.954    | 76,5         |              |                |
| Wahlberechtigte   | Wahlberechtigte      | 3.253.667   |             |             | 3.253.667    |              |              |                |

### Sachsen-Anhalt
- Linke: 2
- SPD: 5
- Grüne: 1
- FDP: 2
- CDU: 4
- AfD: 4

| Listen            | Listen            | Erststimmen | Erststimmen | Erststimmen | Zweitstimmen | Zweitstimmen | Zweitstimmen | Mandate Gesamt |
| Listen            | Listen            | Stimmen     | %           | Mandate     | Stimmen      | %            | Mandate      | Mandate Gesamt |
| ----------------- | ----------------- | ----------- | ----------- | ----------- | ------------ | ------------ | ------------ | -------------- |
|                   | SPD               | 293.197     | 24,4        | 4           | 305.085      | 25,4         | 1            | 5              |
|                   | CDU               | 299.363     | 24,9        | 3           | 252.286      | 21,0         | 1            | 4              |
|                   | AfD               | 242.065     | 20,2        | 2           | 235.492      | 19,6         | 2            | 4              |
|                   | Die Linke         | 127.576     | 10,6        | –           | 115.330      | 9,6          | 2            | 2              |
|                   | FDP               | 96.084      | 8,0         | –           | 114.024      | 9,5          | 2            | 2              |
|                   | GRÜNE             | 64.326      | 5,4         | –           | 78.701       | 6,5          | 1            | 1              |
|                   | FREIE WÄHLER      | 32.152      | 2,7         | –           | 22.509       | 1,9          | –            | –              |
|                   | dieBasis          | 22.554      | 1,9         | –           | 19.213       | 1,6          | –            | –              |
|                   | Tierschutzpartei  | 1.969       | 0,2         | –           | 14.483       | 1,2          | –            | –              |
|                   | Tierschutzallianz | 7.371       | 0,6         | –           | 13.672       | 1,1          | –            | –              |
|                   | Die PARTEI        | 4.416       | 0,4         | –           | 9.763        | 0,8          | –            | –              |
|                   | Gartenpartei      | 2.095       | 0,2         | –           | 7.611        | 0,6          | –            | –              |
|                   | PIRATEN           | –           | –           | –           | 4.067        | 0,3          | –            | –              |
|                   | NPD               | –           | –           | –           | 3.002        | 0,2          | –            | –              |
|                   | Volt              | –           | –           | –           | 2.097        | 0,2          | –            | –              |
|                   | Die Humanisten    | –           | –           | –           | 1.415        | 0,1          | –            | –              |
|                   | du.               | –           | –           | –           | 1.302        | 0,1          | –            | –              |
|                   | MLPD              | 620         | 0,1         | –           | 1.042        | 0,1          | –            | –              |
|                   | ÖDP               | 302         | 0,0         | –           | 846          | 0,1          | –            | –              |
|                   | Übrige            | 6.088       | 0,5         | –           | –            | –            | –            | –              |
| Gesamt            | Gesamt            | 1.200.178   | 100         | 9           | 1.201.940    | 100          | 9            | 18             |
|                   |                   |             |             |             |              |              |              |                |
| Ungültige Stimmen | Ungültige Stimmen | 14.583      | 1,2         |             | 12.821       | 1,1          |              |                |
| Wähler            | Wähler            | 1.214.761   | 67,9        |             | 1.214.761    | 67,9         |              |                |
| Wahlberechtigte   | Wahlberechtigte   | 1.789.775   |             |             | 1.789.775    |              |              |                |

### Schleswig-Holstein
- Linke: 1
- SPD: 8
- Grüne: 6
- FDP: 4
- SSW: 1
- CDU: 6
- AfD: 2

| Listen            | Listen            | Erststimmen | Erststimmen | Erststimmen | Zweitstimmen | Zweitstimmen | Zweitstimmen | Mandate Gesamt |
| Listen            | Listen            | Stimmen     | %           | Mandate     | Stimmen      | %            | Mandate      | Mandate Gesamt |
| ----------------- | ----------------- | ----------- | ----------- | ----------- | ------------ | ------------ | ------------ | -------------- |
|                   | SPD               | 530.301     | 30,1        | 8           | 494.055      | 28,0         | –            | 8              |
|                   | CDU               | 465.975     | 26,5        | 2           | 388.399      | 22,0         | 4            | 6              |
|                   | GRÜNE             | 315.633     | 17,9        | 1           | 322.763      | 18,3         | 5            | 6              |
|                   | FDP               | 167.191     | 9,5         | –           | 220.039      | 12,5         | 4            | 4              |
|                   | AfD               | 113.641     | 6,5         | –           | 119.566      | 6,8          | 2            | 2              |
|                   | Die Linke         | 55.523      | 3,2         | –           | 64.238       | 3,6          | 1            | 1              |
|                   | SSW               | 35.027      | 2,0         | –           | 55.578       | 3,2          | 1            | 1              |
|                   | dieBasis          | 27.124      | 1,5         | –           | 23.407       | 1,3          | –            | –              |
|                   | Tierschutzpartei  | –           | –           | –           | 20.653       | 1,2          | –            | –              |
|                   | Die PARTEI        | 18.090      | 1,0         | –           | 17.870       | 1,0          | –            | –              |
|                   | FREIE WÄHLER      | 26.518      | 1,5         | –           | 17.043       | 1,0          | –            | –              |
|                   | Team Todenhöfer   | –           | –           | –           | 5.305        | 0,3          | –            | –              |
|                   | Volt              | 1.431       | 0,1         | –           | 4.157        | 0,2          | –            | –              |
|                   | NPD               | –           | –           | –           | 2.034        | 0,1          | –            | –              |
|                   | Die Humanisten    | –           | –           | –           | 1.763        | 0,1          | –            | –              |
|                   | V-Partei³         | 581         | 0,0         | –           | 1.763        | 0,1          | –            | –              |
|                   | ÖDP               | –           | –           | –           | 1.539        | 0,1          | –            | –              |
|                   | du.               | 727         | 0,0         | –           | 1.029        | 0,1          | –            | –              |
|                   | LKR               | 1.051       | 0,1         | –           | 715          | 0,0          | –            | –              |
|                   | DKP               | 326         | 0,0         | –           | 516          | 0,0          | –            | –              |
|                   | MLPD              | 265         | 0,0         | –           | 322          | 0,0          | –            | –              |
|                   | Übrige            | 609         | 0,0         | –           | –            | –            | –            | –              |
| Gesamt            | Gesamt            | 1.760.013   | 100         | 11          | 1.762.754    | 100          | 17           | 28             |
|                   |                   |             |             |             |              |              |              |                |
| Ungültige Stimmen | Ungültige Stimmen | 16.132      | 0,9         |             | 13.391       | 0,8          |              |                |
| Wähler            | Wähler            | 1.776.145   | 78,2        |             | 1.776.145    | 78,2         |              |                |
| Wahlberechtigte   | Wahlberechtigte   | 2.272.717   |             |             | 2.272.717    |              |              |                |

### Thüringen
- Linke: 3
- SPD: 5
- Grüne: 1
- FDP: 2
- CDU: 3
- AfD: 5

| Listen            | Listen            | Erststimmen | Erststimmen | Erststimmen | Zweitstimmen | Zweitstimmen | Zweitstimmen | Mandate Gesamt |
| Listen            | Listen            | Stimmen     | %           | Mandate     | Stimmen      | %            | Mandate      | Mandate Gesamt |
| ----------------- | ----------------- | ----------- | ----------- | ----------- | ------------ | ------------ | ------------ | -------------- |
|                   | AfD               | 298.971     | 23,7        | 4           | 303.233      | 24,0         | 1            | 5              |
|                   | SPD               | 299.024     | 23,7        | 3           | 296.446      | 23,4         | 2            | 5              |
|                   | CDU               | 264.026     | 20,9        | 1           | 213.414      | 16,9         | 2            | 3              |
|                   | Die Linke         | 155.618     | 12,3        | –           | 144.693      | 11,4         | 3            | 3              |
|                   | FDP               | 89.008      | 7,0         | –           | 114.283      | 9,0          | 2            | 2              |
|                   | GRÜNE             | 68.185      | 5,4         | –           | 83.220       | 6,6          | 1            | 1              |
|                   | FREIE WÄHLER      | 31.190      | 2,5         | –           | 27.151       | 2,1          | –            | –              |
|                   | dieBasis          | 19.932      | 1,6         | –           | 20.189       | 1,6          | –            | –              |
|                   | Tierschutzpartei  | –           | –           | –           | 18.973       | 1,5          | –            | –              |
|                   | Die PARTEI        | 22.882      | 1,8         | –           | 16.013       | 1,3          | –            | –              |
|                   | PIRATEN           | 1.313       | 0,1         | –           | 6.291        | 0,5          | –            | –              |
|                   | NPD               | –           | –           | –           | 4.103        | 0,3          | –            | –              |
|                   | Volt              | –           | –           | –           | 3.566        | 0,3          | –            | –              |
|                   | MENSCHLICHE WELT  | –           | –           | –           | 3.400        | 0,3          | –            | –              |
|                   | MLPD              | 3.875       | 0,3         | –           | 2.570        | 0,2          | –            | –              |
|                   | Team Todenhöfer   | –           | –           | –           | 2.501        | 0,2          | –            | –              |
|                   | ÖDP               | 2.715       | 0,2         | –           | 2.456        | 0,2          | –            | –              |
|                   | Die Humanisten    | –           | –           | –           | 1.357        | 0,1          | –            | –              |
|                   | V-Partei³         | –           | –           | –           | 1.052        | 0,1          | –            | –              |
|                   | Graue Panther     | 961         | 0,1         | –           | –            | –            | –            | –              |
|                   | THP               | 549         | 0,0         | –           | –            | –            | –            | –              |
|                   | LKR               | 338         | 0,0         | –           | –            | –            | –            | –              |
|                   | Übrige            | 4.494       | 0,4         | –           | –            | –            | –            | –              |
| Gesamt            | Gesamt            | 1.263.081   | 100         | 8           | 1.264.911    | 100          | 11           | 19             |
|                   |                   |             |             |             |              |              |              |                |
| Ungültige Stimmen | Ungültige Stimmen | 16.639      | 1,3         |             | 14.809       | 1,2          |              |                |
| Wähler            | Wähler            | 1.279.720   | 74,9        |             | 1.279.720    | 74,9         |              |                |
| Wahlberechtigte   | Wahlberechtigte   | 1.707.726   |             |             | 1.707.726    |              |              |                |